# Leptochiton columnarius
Leptochiton columnarius är en blötdjursart som först beskrevs av Hedley och May 1908.  Leptochiton columnarius ingår i släktet Leptochiton och familjen Leptochitonidae. Inga underarter finns listade i Catalogue of Life.